# 卡韦达戈
卡韦达戈（義大利語：Cavedago），是意大利特伦托自治省的一个市镇。总面积9平方公里，人口539人，人口密度59.9人/平方公里（2009年）。ISTAT代码为022052。